# Пісня для ізгоя (фільм, 2003)
«Пісня для ізгоя» (англ. Song for a Raggy Boy) — ірландський історичний драматичний фільм 2003 року режисера Ейслінга Волша, зреалізований за однойменною книгою Патріка Галвіна, яка заснована на справжніх подіях.

## Сюжет
У 1939 році Вільям Франклін (Айдан Квінн), який воював проти Франко під час громадянської війни у Іспанії де втратив кохану жінку, приїжджає як перший світський вчитель до виправної промислової школи для хлопчиків у Ірландії – установи, якою керують католицькі ченці. З перших сцен фільму стає зрозумілою нелюдськість, з якою в закладі ставляться до дітей. У школі панує абсурдна залізна дисципліна, учнів карають за найменші провини. Франклін намагається не тільки навчати дітей добра, а й змінити існуючі порядки.

## Ролі виконують
- Айдан Квінн[en] — Вільям Франклін
- Ієн Глен — брат Джон
- Марк Воррен — брат Мак
- Дадлі Саттон[en] — брат Том
- Алан Девлін[en] — отець Дам’ян
- Роберт Шіен — О'Райлі 58

## Нагороди
- 2003 Нагорода міжнародного кінофестивалю в Ам'єні[fr] (Франція):
  - нагорода «Золотий єдиноріг» — Ейслінг Волш
  - приз глядачів — Ейслінг Волш
- 2003 Нагорода Копенгагенського міжнародного кінофестивалю[en], (Данія):
  - премія «Золотий лебідь» за найкращий фільм — Ейслінг Волш
- 2003 Нагорода Люблянського міжнародного кінофестивалю[sl], (Словенія):
  - приз глядачів — Ейслінг Волш
- 2003 Нагорода Гентського міжнародного кінофестивалю (Бельгія):
  - премія «Золотий лебідь» за найкращий фільм — Ейслінг Волш
- 2004 Премія Бернгарда Вікі на Міжнародному кінофестивалі Емден-Нордернай, (Німеччина): 
  - за найкращий фільм — Ейслінг Волш